# Oleria ramona
Oleria ramona är en fjärilsart som beskrevs av Richard Haensch 1909. Oleria ramona ingår i släktet Oleria och familjen praktfjärilar. Inga underarter finns listade i Catalogue of Life.